# Cuza Vodă (gmina w okręgu Călărași)
Cuza Vodă – gmina w Rumunii, w okręgu Călărași. Obejmuje miejscowości Călărașii Vechi, Ceacu i Cuza Vodă. W 2011 roku liczyła 4045 mieszkańców. 